# 最後のKiss
「最後のKiss」（さいごのキッス）は、Kiroroの5枚目のシングル。1999年6月23日発売。発売元はビクターエンタテインメント。

## 収録曲
作詞・作曲：玉城千春／編曲：重実徹
1. 最後のKiss
  - ツムラ「クールバスクリン」CMソング
PVは2人が砂浜で砂に埋もれて足を振るというユニークなもの。
2. ちょきん♡
3. 最後のKiss （オリジナル・カラオケ）
4. ちょきん♡ （オリジナル・カラオケ）